# Joe Delia
Joe Delia, parfois crédité comme Joseph Delia, est un compositeur américain. Il est le frère du réalisateur Francis Delia (en). Il est surtout connu pour être le compositeur habituel d'Abel Ferrara, il a d'ailleurs collaboré avec Schoolly D pour plusieurs de ses bandes originales.